# Paul-André Doyen

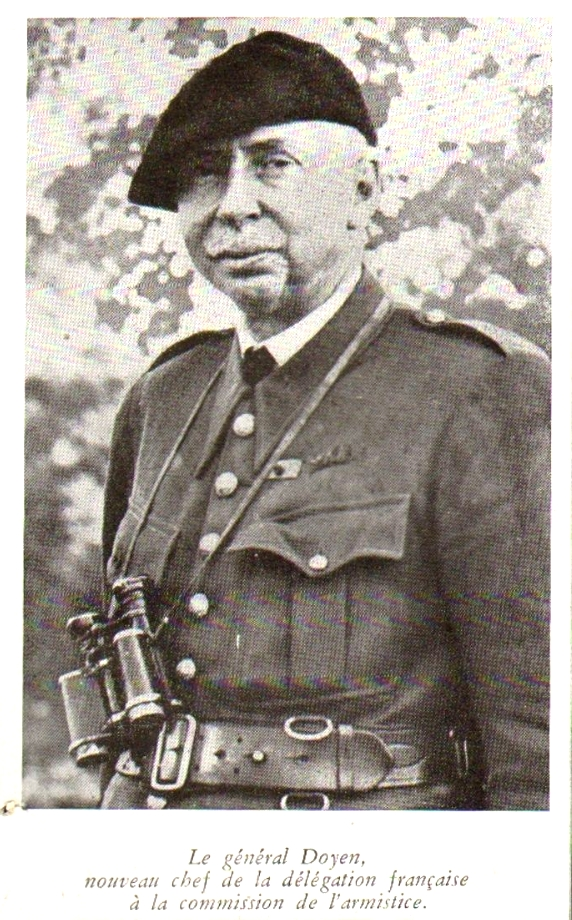
Paul-André Doyen, 1940

Paul-André Doyen (* 21. Juni 1881 in Cabanac-et-Villagrains; † 3. September 1974 in Veyrier-du-Lac) war ein französischer General. Er befreite die Region der französisch-italienischen Grenze im Zweiten Weltkrieg von der deutschen Besatzung.

## Leben
Am 30. Juni 1940 wurde die Deutsche Waffenstillstandskommission (DWstK) eingerichtet, die für die Zeit der deutschen Besetzung Frankreichs existieren sollte und in Wiesbaden ihren Hauptsitz hatte. Chef der französischen Delegation war bis zum 14. September 1940 der General Charles Huntziger, danach folgte General Paul-André Doyen.
Doyen befehligte ab dem 1. März 1945 im Auftrag von General Charles de Gaulle den Befreiungskampf der Forces françaises de l’intérieur (FFI) in den Meeralpen. Formal dem US-Kommando der 6. Armee zugeteilt, unterstand er direkt französischem Befehl. Er trieb die Ausschaltung deutscher Besatzungsnester voran und sicherte geografische Stellungen am Grenzverlauf gegen italienische Gebietsforderungen im Rahmen eines zukünftigen Friedensabkommens ab. Nun teilte er die Truppen in drei Gebietsgruppen auf: Eine im Norden in den Tälern von Beaufortin, Tarentaise und Maurienne. Die zweite Gruppe im Zentrum rund um Briançon und in den Tälern des Queyras. Eine dritte Gruppe bezog im Tal des Var Stellung.
Er griff die Deutschen durch die erste Gebietsgruppe an. Doyen ließ am 23. März 1945 beim Kleinen Sankt Bernhard angreifen, wo in den Kämpfen bis zum 31. März keine Einnahme der Passhöhe gelang. Am 5. April begann die zweite Offensive in der Maurienne zum Mont Cenis. Dem 11. Bataillon der Alpinjäger gelang die kurzzeitige Einnahme des Mont Froid, jedoch konnten sie ihn im Gefecht nur bis am 7. April halten und zogen am 12. April ab. Der für zwei Tage geplante Angriff wurde abgebrochen und die Einheiten nach Süden verlegt. Am 10. April eröffnete Doyen eine dritte Offensive am Authion-Massiv, ohne diesmal das Tal des Roya und den Col de Tende einnehmen zu können. Am 22. April begann ein vierter Angriff bei Barcelonnette, der deutsche Anlagen am Col de Larche zerstörte. Die Deutschen flüchteten angesichts der Meldung, dass in der Po-Ebene die 5. US-Armee im Anzug war, in Richtung Italien. Die Truppen drangen am 25. April ins Aostatal vor. Über Alpenpässe marschierten Franzosen in die Ebenen des Piemont und befreiten auf dem Weg Cuneo. Am 27. April war der Mont Froid wieder in französischer Hand. Über den Kleinen Sankt Bernhard gelangte Doyen nach Italien, bündelte die Kräfte mit den US-Truppen und befreite am 2. Mai 1945 die Stadt Turin. An diesem Tag kapitulierten alle deutschen Truppen in Italien.

## Werke
Dies ist eine unvollständige Auswahl:
- Rapport du général Doyen, 1942.
- La Campagne du détachement d'armée des Alpes : Mars, avril, mai 1945, Arthaud, 1948.